# 雷莫爾 (密蘇里州)
雷莫爾（英語：Raymore）是位於美國密蘇里州卡斯縣的城市。

## 人口
根據2020年美國人口普查的數據，雷莫爾的面積為45.72平方千米，當中陸地面積為44.84平方千米，而水域面積為0.88平方千米。當地共有人口22941人，而人口密度為每平方千米502人。